# Gärdsvik
Gärdsvik är en av de äldsta byarna på Ljusterö, i Österåkers kommun norr om Stockholms kommun.
Gärdsvik omnämns redan år 1479 när Erik smed i Gärsvik får böta 24 mark, ty han högg martin i Fasta. Gärdsvik omnämns år 1535 i Värmdö skeppslags äldsta bevarade fogderäkning som Gersuick, och har då två hemman för skattebönder. 1632 nämns Gärdsvik igen, nu med stavningen Gierswijk, och har då tre skattehemman. 1578 nämns fotkvarnar i Gärsvik där bönderna kunde få sin säd malen. 1699 nämns Gärsvik på en karta av en lantmätare, vilken noterade att byns åkrar sedan gammalt låg i många små och obekväma tegeskiften.
Friherre Hans Clerck d.ä. till Lagnö, Christinaholm, och Bälstad (1639-1711, adlad 1648) bytte till sig båda två gårdarna i Gärdsvik i slutet av 1600-talet, och 1720 listas Gärdsvik bland Hans Clercks arvingar. Hans dotter Beata Clerck (1682-1758) gifte sig med amiral Olof Wernfeldt och 1768 ägs Gärdsvik av Amiralinnan Wernfeldts arvingar. 1799 såldes Gärsviks sörgård till Pehr Elmén d.y. på Marum. Elmén sålde Sörgården i början av 1800-talet till nämndeman Nils Eriksson.
1913-1937 drev Carl M Hagman dansbanan och serveringen Balders Hage i Gärdsvik.